# مريم بوث
مريم بوث (بالإنجليزية: Maryam Booth)‏ (من مواليد 28 أكتوبر 1993، كانو)، هي مُمثلة وعارضة أزياء نيجيرية، عُرفت بدورها في فيلم خادمة اللبن سنة 2020، وقد كان هذا الأخير الترشيح الرسمي لنيجيريا للتنافس على جائزة أفضل فيلم روائي طويل في حفل توزيع جوائز الأوسكار. أدت مريم شخصية «زينب» في فيلم خادمة اللبن، وقد فازت عن هذا الدور بجائزة الأكاديمية الأفريقية للأفلام لأفضل مُمثلة في دور مُساعد.

## طفولتها
وُلدت مريم في 28 أكتوبر 1993 في مدينة كانو النيجيرية. يشتغل اثنان من إخوتها إلى جانب والدتها في عالم التمثيل، وقد صرحت في مُقابلة لها مع في مقابلة مع بيلا نايجا [الإنجليزية] أنها ولجت عالم التمثيل في سن الثامنة.

## مسارها المهني
في 2019، استضافت مريم بوث نسخة تلك السنة من حفل توزيع جوائز نوليوود للأفضل. في 2020، فازت مريم بجائزة أفضل مُمثلة في دور مُساعد في حفل توزيع جوائز الأكاديمية الأفريقية للأفلام السادس عشر عن دورها في فيلم خادمة اللبن.

## روابط خارجية
- مريم بوث على موقع IMDb (الإنجليزية)